# Liên đoàn Thể thao hàng không Thế giới
Liên đoàn Thể thao hàng không Thế giới, hay Liên đoàn Hàng không Thế giới, (tiếng Pháp: Fédération aéronautique internationale - FAI; tiếng Anh: World Air Sports Federation) là tổ chức quản lý cấp thế giới cho các môn thể thao trên không, và cũng quản lý các định nghĩa liên quan đến chuyến bay vũ trụ có con người. Tổ chức này được thành lập vào ngày 14 tháng 10 năm 1905 và có trụ sở đặt tại Lausanne, Thụy Sĩ. Liên đoàn lưu giữ các kỷ lục thế giới về hàng không trong các lĩnh vực như khí cầu, mô hình hàng không, phương tiện bay không người lái (UAV), cũng như các chuyến bay vào không gian.

## Lịch sử
FAI được thành lập tại một hội nghị được tổ chức tại Paris, Pháp từ ngày 12 đến 14 tháng 10 năm 1905, theo nghị quyết được thông qua bởi Đại hội Olympic được tổ chức tại Brussels, Bỉ vào ngày 10 tháng 6 năm 1905 để kêu gọi thành lập một tổ chức liên hiệp hội "để điều chỉnh môn thể thao bay... các hội nghị hàng không khác nhau và thúc đẩy khoa học và thể thao của hàng không." Hội nghị có sự tham gia của đại diện từ 8 quốc gia: Bỉ (Câu lạc bộ Hàng không Hoàng gia Bỉ – Aero Club Royal de Belgique, thành lập năm 1901), Pháp (Câu lạc bộ Hàng không Pháp – Aéro-Club de France, 1898), Đức (Câu lạc bộ Hàng không Đức – Deutscher Aero Club e. V.), Vương quốc Anh (Câu lạc bộ Hàng không Hoàng gia – Royal Aero Club, 1901), Ý (Câu lạc bộ Hàng không Ý – Aero Club d'Italia, 1904), Tây Ban Nha (Câu lạc bộ Hàng không Hoàng gia Tây Ban Nha – Real Aero Club de España, 1905), Thụy Sĩ (Câu lạc bộ Hàng không Thụy Sĩ – Aero-Club der Schweiz, 1900) và Mỹ (Câu lạc bộ Hàng không Hoa Kỳ – Aero Club of America, 1905).

## Hoạt động
FAI là cơ quan quản lý quốc tế thông qua các ủy ban cho các hoạt động sau: 
- Bay biểu diễn (Commission Internationale de Voltige Aerienne – CIVA)[5]
- Mô hình hàng không và phương tiện bay không người lái (Commission Internationale d'Aero-Modelisme – CIAM)[6]
- Khinh khí cầu (Commission Internationale de l'Aérostation – CIA)[7]
- Hàng không hạng nhẹ (General Aviation Commission – GAC)[8]
- Tàu lượn (International Gliding Commission – IGC)[9]
- Diều lượn và dù lượn (Commission Internationale de Vol Libre – CIVL)[10]
- Máy bay bằng sức người (Commission Internationale des Aéronefs de Construction Amateur – CIACA)[11]
- Máy bay siêu nhẹ và Dù lượn có động cơ (Commission Internationale de Microaviation – CIMA)[12]
- Nhảy dù (International Parachuting Commission – IPC)[13]
- Trực thăng (Commission Internationale de giraviation – CIG)[14]

FAI thiết lập các tiêu chuẩn cho các kỷ lục trong các hoạt động. Ngoài ra, FAI còn là cơ quan giám sát các cuộc thi quốc tế ở cấp độ thế giới và lục địa, đồng thời là nhà tổ chức Thế vận hội hàng không thế giới và FAI World Grand Prix.
FAI tổ chức Hội nghị và Triển lãm thiết bị bay không người lái quốc tế FAI. Sự kiện này cung cấp một nền tảng cho các tổ chức, doanh nghiệp và cá nhân thảo luận về cách sử dụng thiết bị bay không người lái ngày nay và để tạo ra một khuôn khổ về cách chúng sẽ được sử dụng và tác động đến cuộc sống trong tương lai.
FAI cũng lưu giữ các kỷ lục được thiết lập trong các chuyến bay vũ trụ có con người, thông qua Ủy ban Kỷ lục Phi hành gia FAI (International Astronautic Records Commission – ICARE)

### Định nghĩa đường Kármán
FAI xác định giới hạn giữa khí quyển Trái Đất và không gian vũ trụ, bằng định nghĩa đường Kármán, ở độ cao 100 kilômét (62 dặm; 330.000 foot) trên Trái Đất so với mực nước biển.

## Kỷ lục

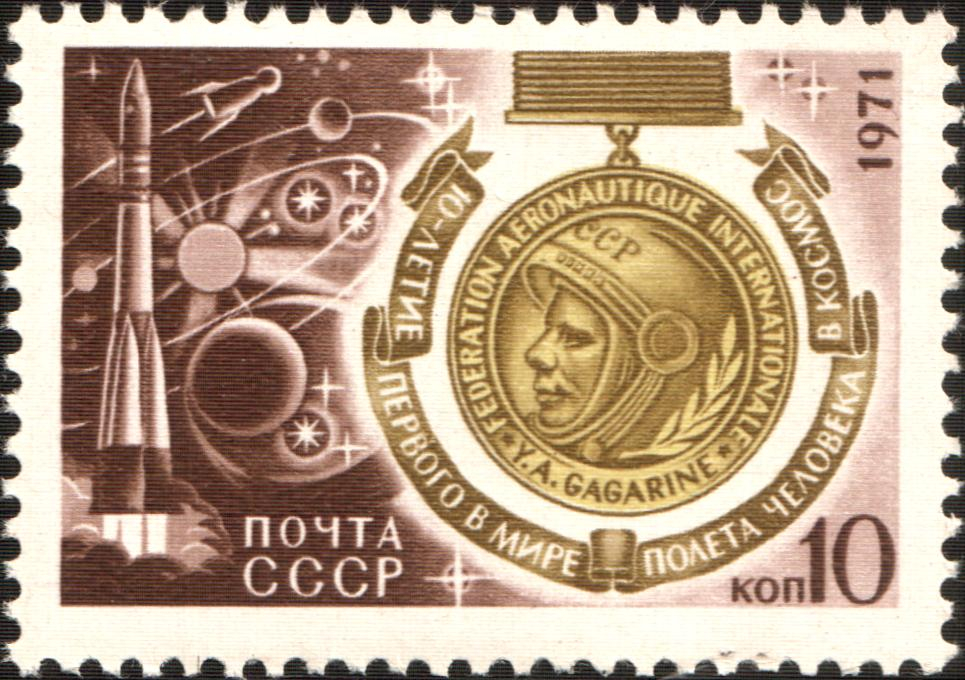
Tem kỷ niệm của Liên Xô mô tả Huy chương Vàng Yuri A. Gagarin do FAI thành lập

Một trong số các trách nhiệm của FAI là xác minh các chuyến bay phá kỷ lục. Để chuyến bay được đăng ký là "Kỷ lục thế giới", nó phải tuân thủ các quy tắc nghiêm ngặt của FAI, bao gồm điều kiện hồ sơ phải vượt quá kỷ lục trước đó theo một tỷ lệ nhất định. Kể từ cuối những năm 1930, máy bay quân sự đã thống trị một số loại kỷ lục đối với các máy bay bằng năng lượng như tốc độ, khoảng cách, tải trọng và chiều cao, mặc dù các lớp khác thường được trao cho thường dân.
Một số kỷ lục được các quốc gia tuyên bố là của riêng họ, mặc dù thành tích của họ không đáp ứng các tiêu chuẩn FAI. Những tuyên bố này thường không được cấp tình trạng của hồ sơ chính thức. Ví dụ, Yuri Gagarin giành được sự công nhận cho chuyến bay vũ trụ có người lái đầu tiên, mặc dù không đáp ứng các yêu cầu của FAI. FAI ban đầu không công nhận thành tích này vì ông đã không hạ cánh với tàu vũ trụ Vostok của mình (ông hạ cánh bằng khoang cứu hộ), nhưng sau đó, người ta nhận ra rằng Gagarin là người đầu tiên bay vào vũ trụ. FAI sau đó đã thành lập "Huy chương vàng Yuri A. Gagarin", được trao từ năm 1968.

## Giải thưởng
Huy chương vàng FAI được thành lập năm 1924 và lần đầu tiên được trao vào năm 1925. Nó dành riêng cho những người đã có đóng góp to lớn cho sự phát triển của ngành hàng không bởi các hoạt động, công việc, thành tích, sáng kiến hoặc sự cống hiến của họ cho sự nghiệp hàng không. FAI cũng trao Bằng khen Paul Tissandier từ năm 1952 cho những người đã phục vụ cho sự nghiệp hàng không nói chung và hàng không thể thao nói riêng.

## Các đời chủ tịch FAI
|    | Nhiệm kỳ    | Ảnh | Tên                     | Quốc tịch   |
| -- | ----------- | --- | ----------------------- | ----------- |
| 1  | 1905 - 1925 |     | Roland Bonaparte        | Pháp        |
| 2  | 1925 - 1930 |     | Henry de La Vaulx       | Pháp        |
| 3  | 1930 - 1941 |     | George-Valentin Bibesco | Rumani      |
| 4  | 1942 - 1946 |     | Godfrey Lowell Cabot    | Hoa Kỳ      |
| 5  | 1946 - 1948 |     | John Moore-Brabazon     | Anh Quốc    |
| 6  | 1948 - 1950 |     | William R. Enyart       | Hoa Kỳ      |
| 7  | 1950 - 1952 |     | A. de La Grange         | Pháp        |
| 8  | 1952 - 1954 |     | Cornelio Kolff          | Hà Lan      |
| 9  | 1954 - 1956 |     | K.J.G. Bartlett         | Anh Quốc    |
| 10 | 1956 - 1958 |     | Charles Sillevaerts     | Bỉ          |
| 11 | 1958 - 1960 |     | Jacqueline Cochran      | Hoa Kỳ      |
| 12 | 1960 - 1962 |     | Jacques Allez           | Pháp        |
|    |             |     |                         |             |
| 33 | 2014 - 2016 |     | John Grubbström         | Thụy Điển   |
| 34 | 2016 - 2018 |     | Frits Brink             | Hà Lan      |
| 35 | 2018 - nay  |     | Robert Henderson        | New Zealand |

## Danh sách thành viên chính thức cấp quốc gia
| Quốc gia                             | Tên gọi                                                       | Năm gia nhập |
| ------------------------------------ | ------------------------------------------------------------- | ------------ |
| Albania                              | Federata Shqiptare e Aeronautikës                             | 2000         |
| Argentina                            | Confederacion Argentina De Entidades Aerodeportivas           | 1910         |
| Úc                                   | Australian Sport Aviation Confederation                       | 1948         |
| Áo                                   | Österreichischer Aero Club                                    | 1910         |
| Azerbaijan                           | Azarbaycan Hava Va Ekstremal Idman Növlaci Federasiyasi       | 2000         |
| Belarus                              | Беларуская федэрацыя авіяцыйнага спорту                       | 1994         |
| Bỉ                                   | Aero Club Royal de Belgique                                   | 1905         |
| Bosnia và Herzegovina                | Vazduhoplovni Savez Bosne I Hercegovine                       | 1996         |
| Brazil                               | Comissão de Aerodesporto Brasileira                           | 1919         |
| Bulgaria                             | Bulgarski Natsionalen Aeroklub                                | 1934         |
| Canada                               | Aero Club of Canada                                           | 1931         |
| Chile                                | Federacion Aerea De Chile                                     | 1921         |
| Trung Quốc                           | 中国航空运动协会                                              | 1921         |
| Đài Loan                             | 社團法人中華民國飛行運動總會                                  | 1990         |
| Colombia                             | Federacion Colombiana De Deportes Aereos "Federaeros"         | 1951         |
| Croatia                              | Hrvatski Zrakoplovni Savez                                    | 1992         |
| Cuba                                 | Aviation Club of Cuba                                         | 1927         |
| Síp                                  | Kypriaki Aerathlitiki Omospondia                              | 1961         |
| Cộng hòa Séc                         | Aeroklub České Republiky                                      | 1920         |
| Cộng hòa Dân chủ Nhân dân Triều Tiên | Central Aeronautic Association of D.P.R. Korea                | 1959         |
| Đan Mạch                             | Kongelig Dansk Aeroklub                                       | 1909         |
| Ecuador                              | Club De Aeromodelismo Quito                                   | 1953         |
| Ai Cập                               | Aero Club of Egypt                                            | 1911         |
| Estonia                              | Eesti Lennuspordi Föderatsioon                                | 1938         |
| Phần Lan                             | Suomen Ilmailuliitto Ry                                       | 1921         |
| Pháp                                 | Aéro-Club de France                                           | 1905         |
| Đức                                  | Deutscher Aero Club e.V.                                      | 1905         |
| Hy Lạp                               | Elliniki Aerathlitiki Omospondia                              | 1931         |
| Guatemala                            | Asociacion Guatemalteca De Deportes Aereos                    | 1953         |
| Hồng Kông                            | Hong Kong Aviation Club Ltd                                   | 1977         |
| Hungary                              | Magyar Repülö Szövetség                                       | 1910         |
| Iceland                              | Flugmálafélag Íslands                                         | 1937         |
| Ấn Độ                                | Aero Club of India                                            | 1949         |
| Indonesia                            | Federasi Aero Sport Indonesia                                 | 1973         |
| Ireland                              | National Aero Club of Ireland                                 | 1946         |
| Iran                                 | Kanoone Havanavardiye Iran                                    | 1964         |
| Israel                               | Aero Club of Israel                                           | 1951         |
| Ý                                    | Aero Club D'Italia                                            | 1905         |
| Nhật Bản                             | Nippon Koku Kyokai                                            | 1919         |
| Jordan                               | Royal Aerosports Club of Jordan                               | 1980         |
| Kazakhstan                           | Association of Light Aviation of the Republic of Kazakhstan   | 1994         |
| Kosovo                               | Federata Aeronautike e Kosovës                                | 2015         |
| Kuwait                               | Kuwait Science Club                                           | 1972         |
| Latvia                               | Latvijas Aeroklubs                                            | 1938         |
| Lebanon                              | Aero Club du Liban                                            | 1924         |
| Libya                                | Libyan Airsports Federation                                   | 1975         |
| Lithuania                            | Lietuvos Aeroklubas                                           | 1931         |
| Luxembourg                           | Federation Aeronautique Luxembourgeoise                       | 1929         |
| Malaysia                             | Persekutuan Sukan Udara Malaysia                              | 1961         |
| Mexico                               | Federacion Mexicana De Aeronautica, A.C.                      | 1931         |
| Moldova                              | Federatia De Parapantism Din Republica Moldova                | 1997         |
| Monaco                               | Aero Club De Monaco                                           | 1947         |
| Mông Cổ                              | Mongolian Air Sports Federation                               | 2006         |
| Montenegro                           | Vazduhoplovni Savez Crne Gore                                 | 1922         |
| Morocco                              | Federation Royale Marocaine De L'Aviation Legere Et Sportive  | 1952         |
| Mozambique                           | Aeroclube De Mocambique                                       | 1986         |
| Nepal                                | Nepal Airsports Association                                   | 2002         |
| Hà Lan                               | Koninklijke Nederlandse Vereniging Voor Luchtvaart            | 1909         |
| New Zealand                          | Royal New Zealand Aero Club Inc.                              | 1952         |
| Bắc Macedonia                        | Vozduhoplovna Federacija Na Makedonija                        | 1993         |
| Na Uy                                | Norges Luftsportforbund                                       | 1909         |
| Pakistan                             | All Pakistan Aero Modelling & Ultralight Association          | 1955         |
| Peru                                 | Federacion Peruana Aerodeportiva                              | 1925         |
| Philippines                          | 3D Air Sports And Hobbies Association, Incorporated           | 1965         |
| Ba Lan                               | Aeroklub Polski                                               | 1920         |
| Bồ Đào Nha                           | Aero Club De Portugal                                         | 1913         |
| Qatar                                | Qatar Air Sports Committee                                    | 2002         |
| Hàn Quốc                             | Daehanmingook Hang Gong Hwe                                   | 1959         |
| Romania                              | Federatia Aeronautica Romana                                  | 1923         |
| Nga                                  | Federatsia Avtsionnogo Sporta Rossii                          | 1909         |
| San Marino                           | Federazione Aeronautica Sammarinese                           | 1971         |
| Ả Rập Xê Út                          | Saudi Aviation Club                                           | 1997         |
| Serbia                               | Vazduhoplovni Savez Srbije                                    | 1922         |
| Singapore                            | Air Sports Federation of Singapore                            | 1984         |
| Slovakia                             | Slovenský národný aeroklub gen. M.R. Štefánika                | 1920         |
| Slovenia                             | Letalska Zveza Slovenija                                      | 1992         |
| Nam Phi                              | Aero Club of South Africa                                     | 1938         |
| Tây Ban Nha                          | Real FederacIón Aeroáutica Española                           | 1905         |
| Thụy Điển                            | Svenska Flygsportförbundet                                    | 1907         |
| Thụy Sĩ                              | Aero Club Der Schweiz                                         | 1905         |
| Thái Lan                             | Royal Aeronautics Sports Association of Thailand              | 1979         |
| Thổ Nhĩ Kỳ                           | Türk Hava Kurumu                                              | 1925         |
| Tunisia                              | Fédération tunisienne d'Aéronautique et d'Aéromodélisme       | 2015         |
| Ukraina                              | Federation of Aeronautical Sports of Ukraine                  | 1992         |
| Các tiểu vương quốc Ả Rập thống nhất | Emirates Aviation Association                                 | 1980         |
| Vương quốc Anh                       | Royal Aero Club of the United Kingdom                         | 1905         |
| Mỹ                                   | National Aeronautic Association Of The USA                    | 1905         |
| Uzbekistan                           | Texnik Va Amaliy Sport Turlari Markazi                        | 1995         |
| Venezuela                            | Asociacion Venezolana De Los Deportes Aeronauticos (A.V.D.A.) | 1952         |